# Peggy Does Her Darndest
Peggy Does Her Darndest è un film muto del 1919 diretto da George D. Baker. Sceneggiato dallo stesso regista su un soggetto di Royal Brown, fu prodotto dalla Metro Pictures Corporation sotto la supervisione di Maxwell Karger. Gli interpreti erano May Allison, Rosemary Theby, Frank Currier, Augustus Phillips, Robert Ellis, Wilton Taylor, Richard Rosson, Sylvia Ashton, Ernest Morrison.

## Trama

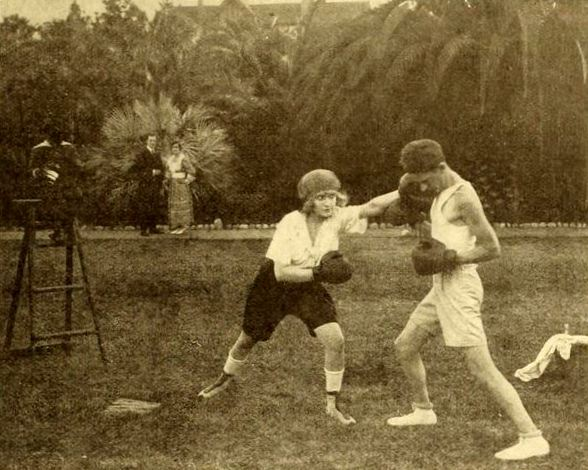
Peggy in allenamento

Hugh Wentworth arriva dall'Inghilterra per portare al milionario Edward Ensloe un prezioso diamante. La figlia maggiore di Ensloe, Eleanor, comincia a fare dei progetti su Hugh, ma lui sembra molto più attratto da Peggy, la figlia minore, un maschiaccio che studia per corrispondenza come fare il detective e si allena nel pugilato con il fratello Bob. Per proteggere il diamante, viene ingaggiato un investigatore, mentre Peggy, dal canto suo, si traveste da cameriera per poterlo tenere d'occhio pure lei. L'apprendista detective riuscirà così a catturare "Lonesome Larry" Doyle, un vagabondo che cerca di rubare la pietra, mettendolo a terra con una mossa di jujitsu. Salvato il diamante, Peggy conquista definitivamente l'amore di Wentworth.

## Produzione
Il film fu prodotto dalla Metro Pictures Corporation.

## Distribuzione
Il copyright del film, richiesto dalla Metro Pictures Corp., fu registrato il 28 febbraio 1919 con il numero LP13459.

Distribuito dalla Metro Pictures Corporation, il film uscì nelle sale statunitensi il 24 febbraio 1919.
Non si conoscono copie ancora esistenti della pellicola che viene considerata presumibilmente perduta.